# Flora Lapponica
Flora Lapponica (с лат. — «Лапландская флора», «Флора Лапландии») — работа шведского натуралиста Карла Линнея (1707—1778), изданная в Амстердаме в 1737 году; написана на латинском языке. Представляет собой обзор растительного мира Лапландии и содержит подробное описание 534 видов растений и грибов, сгруппированных в соответствии с так называемой половой системой классификации, разработанной самим Линнеем. Около ста видов организмов были в этой книге описаны впервые. Работа была написана Линнеем в значительной степени на основе результатов его одиночной Лапландской экспедиции 1732 года.
Flora Lapponica стала первым образцом такого жанра современной ботанической литературы, как «флора», при этом основные принципы построения этого сочинения используются в современных флорах до настоящего времени. Для Линнея эта книга была важна по той причине, что стала первой его опубликованной работой, в которой он смог в полной мере воплотить в жизнь свои идеи о номенклатуре и классификации.
Второе, дополненное издание вышло в Лондоне в 1792 году. Стандартные сокращения названий первого и второго изданий книги, применяемые в номенклатурных цитатах, — Fl. Lapp. и Fl. Lapp., ed. 2 соответственно.

## История написания и издания
Получив средства от Уппсальского королевского научного общества Линней в течение пяти месяцев, с 12 мая по 10 октября 1732 года, путешествовал по шведской и норвежской Лапландии, а затем по Финляндии (входившей в то время в состав Швеции), преодолев в общей сложности более двух тысяч километров. Он двигался по часовой стрелке вдоль побережья Ботнического залива, предпринимая длительные путешествия вглубь Скандинавского полуострова от городов Умео, Лулео и Торнио; один раз ему удалось пересечь Скандинавский полуостров, достигнув побережья Норвежского моря. Во время своего путешествия Линней исследовал и собирал растения, животных и минералы, а также разнообразные сведения о культуре и образе жизни местного населения, в том числе о саамах (лопарях). В конце сентября он добрался до Або (Турку) и через Аландские острова возвратился в Швецию.
Линней рассчитывал на то, что составленный им отчёт об экспедиции будет напечатан в издании Уппсальского королевского научного общества Acta Litteraria Sueciae. Этого, однако, не произошло; единственной его работой, которая была напечатана в этом издании в 1732 году, стала Florula Lapponica (с лат. — «Краткая лапландская флора», «Краткая флора Лапландии»), представляющая собой часть той рукописи, в которой Линнеем были описаны растения Лапландии, — каталог растений, которые были собраны им во время экспедиции. Эта публикация стала первой напечатанной работой Линнея, в которой он применил для классификации растений свою «половую систему». Значительную часть осени 1732 года Линней занимался работой над рукописью с описанием растений Лапландии, продолжил работать над этой рукописью он и в следующем году.
Уехав весной 1735 года в Голландию, Линней увёз с собой и все свои рукописи. В сентябре того же года, уже когда он работал в Гартекампе над описанием растений гербария и сада Джорджа Клиффорда, банкира и одного из директоров голландской Ост-Индской компании, параллельно с работой над Systema naturae, Bibliotheca Botanica, Genera plantarum, Critica botanica и Hortus Cliffortianus он стал готовить к публикации и свою «Лапландскую флору».

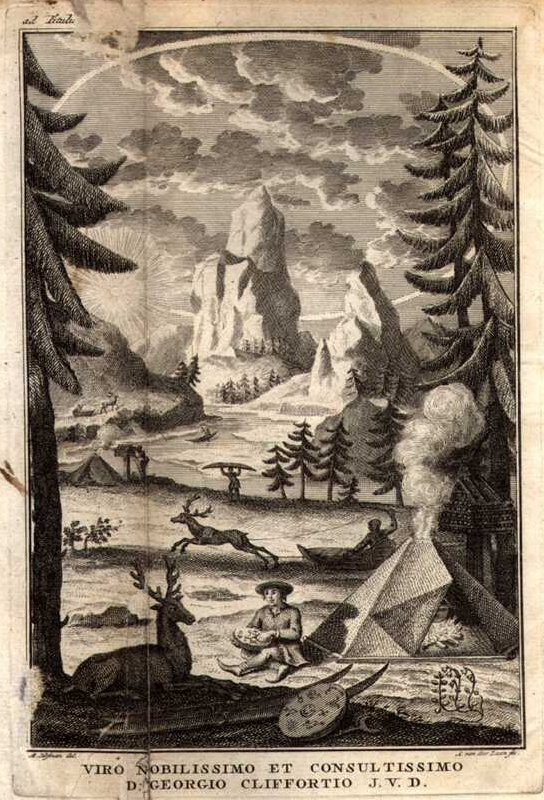
Фронтиспис первого издания Flora Lapponica. На переднем плане изображён Карл Линней, внизу справа — линнея северная, его любимое растение; на заднем плане — саамы, коренные жители Лапландии

Книга была издана в Амстердаме в апреле 1737 году в восьмую долю листа (in octavo). Она посвящена Уппсальскому королевскому научному обществу — организации, выдавшей Линнею в 1732 году грант на путешествие по Лапландии.

## Содержание
В начале книги, в обращении к читателю, Линней приводит краткие сведения об истории изучения Лапландии и о собственном путешествии 1732 года, затем следуют так называемые пролегомены (предисловие), в которых сообщается об административном делении Лапландии, даётся информация о природных особенностях, о местах произрастания растений, а также приводятся сведения о распространении растений, встречающихся здесь, в других регионах. Заканчивается вступительная часть списком библиографических ссылок с указанием их сокращённых наименований. Содержательная часть книги содержит 372 страницы с описанием 534 видов различных растений и грибов. Описания сгруппированы в соответствии с половой системой классификации, основанной на строении генеративных органов и разработанной самим автором. При этом колонтитул страницы играет одновременно роль определителя, поскольку по напечатанному на нём названию классификационного подразделения (например, Triandria. Digynia — «Трёхтычинковые. Двухпестичные») читатель может определить ключевую для указанной системы особенность строения цветка того таксона, который здесь описан, а именно число пестиков и тычинок. Для каждого вида дано ботаническое описание, таксономические сведения (синонимы), а также приведена информация о распространении растения и о его использовании в лекарственных и хозяйственных целях. Среди новых родов растений, описанных в книге, имеется и Линнея (Linnaea) — род, установленный голландским ботаником Яном Гроновиусом, другом Линнея, и названный именем последнего.
В одном из писем от октября 1733 года, в котором Линней приводил перечень того, над чем он сейчас трудится, и давал краткие характеристики всем своим работам, про «Флору Лапландии» он написал так:

…Описаны травы и деревья, которые растут в Лапландии, причём так полно, что включены все грибы и мхи, указаны их лечебное действие и применение лопарями, даны иллюстрации и описания более чем 100 редких растений, почти никогда не виденных или же до сего времени не описанных.
После содержательной части расположен указатель ботанических названий, затем список замеченных опечаток. Две страницы занимает посвящённое Линнею стихотворение будущего епископа Або Юхана (Юханнеса) Броваллиуса, который был приятелем Линнея в его последние студенческие годы. Завершают книгу 12 иллюстраций (таблиц) с изображениями в общей сложности около 80 растений, отдельные страницы с подписями к этим иллюстрациям, а также страницы с цитатами Овидия и других классиков. Каждая из таблиц посвящена кому-либо из голландских знакомых Линнея: Йоханнесу Бурману (таблица 1), Балтазару Хёйдекоперу (2), Жаку Филиппу Д’Орвилю (3), Корнелиусу Хьюго Вонку (4), Каспару Коммелину и др. Двенадцатая таблица посвящена самому Линнею — на ней изображено его любимое растение Linnaea floribus geminatis, названное в его честь Яном Гроновиусом («линнея с удвоенными цветками», сейчас этот вид называется Linnaea borealis — «линнея северная»). Этот кустарничек с колокольчатыми цветками, обычный для хвойных лесов северной Швеции, после получения Линнеем дворянства будет изображён на его родовом гербе.

## Значение
Основные идеи о том, что должно быть в книге, посвящённой растительному миру определённой территории, Линней изложил в своих работах, которые он опубликовал, переехав в 1735 году в Голландию, — Fundamenta botanica (1736), Bibliotheca botanica (1736) и Critica botanica (1737). Изданная в 1737 году Flora Lapponica стала практическим воплощением этих идей; более того, эта книга стала первым прообразом тех современных книг, которые называются «флорами». Один из крупнейших ботаников XIX века Декандоль-старший в 1813 году писал, что именно Линнею следует отдать приоритет в современной концепции флоры, а его «Лапландскую флору» следует считать великолепной моделью. Принцип построения этой книги — вводные главы с информацией об описываемой местности и об истории изучения её природы, затем раздел с описанием видов растений, включая их морфологию, особенности произрастания, таксономические сведения, краткие сведения об использовании растения и его распространении за пределами описываемой местности, список литературы в конце книги — оказался композиционно совершенным и стал использоваться и в других аналогичных сочинениях.
Одним из наиболее важных новшеств в книге стало использование разработанной самим автором половой системы классификации, которая, хотя и носила искусственный характер (как, собственно, и все другие системы классификации, известные в то времени), однако имела в своей основе такой ключевой признак (особенности половых органов растения), который оказался по сравнению с ключевыми признаками предшествующих систем более существенным, а также более наглядным и удобным при практическом использовании. Тем более прогрессивной эта система была по сравнению с «системами», применявшимися во многих более ранних сочинениях, в которых растения были расположены либо в алфавитном порядке своих названий, либо на основании наиболее общих морфологических признаков («травы, кустарники и деревья»), либо в фенологическом порядке («по сезонам»).
Вскоре после публикации «Лапландской флоры» одна за другой стали выходить подобные работы других авторов. Через два года книгу Flora virginica, описывавшую растительность английской колонии Виргинии, издал лейденский ботаник Ян Гроновиус — соратник Линнея, помогавший ему с изданием «Системы природы». В 1742 году была издана Flora helvetica («Флора Швейцарии») Альбрехта фон Галлера, а в 1747 году началось издание 4-томной «Флоры Сибири» Иоганна Георга Гмелина. В 1745 году вышла вторая «флора» самого Линнея — Flora Svecica (с лат. — «Шведская флора»), содержавшая описание более тысячи видов растений, произрастающих на территории Швеции. «Шведскую флору» можно считать продолжением и развитием «Лапландской флоры», поскольку в новое сочинение была включена часть сведений из последней. Линней писал (в третьем лице), что Flora Svecica «точно учит нас тому, что именно растёт в нашей стране… Чтобы показать это, Линней должен был пройти по большинству провинций в королевстве, пробираться через бездорожную Лапландию и с невероятным трудом карабкаться в охоте за растениями».
Американский историк ботаники Эдвард Грин написал в 1912 году про «Лапландскую флору», что это «наиболее классическое и восхитительное из сочинений Линнея» (The most classic and delightful of Linnaeus’s writings).

## Издания
Первое издание книги вышло в Амстердаме в апреле 1737 году:
- Flora Lapponica exhibens plantas per Lapponiam crescentes, secundum systema sexuale collectas in itinere impensis Soc. reg. litter. et scient. Sueciae a. 1732. Instituto. Additis synonymis, & locis natalibus omnium, descriptionibus & figuris rariorum, viribus medicatis & oeconomicis plurimarum :  [лат.]. — Amstelaedami : S. Schouten, 1737. — Aprilis. — [39], 372, [12], [26] s., 12 s. fig. — OCLC 4440270.[9]➤

Второе издание книги вышло в Лондоне в феврале 1792 года под редакцией Джеймса Смита, основателя «Лондонского Линнеевского общества»; оно было дополнено описанием 55 новых видов растений:
- Flora Lapponica, exhibens plantas per Lapponiam crescentes, secundum systema sexuale, collectas in Itinere Impensis Soc. Reg. Scient. Upsaliensis, Anno 1732 instituto. Additis synonymis, et locis natalibus omnium, descriptionibus et figuris rariorum, viribus medicatis et oeconomicis plurimarum :  [лат.] / ed. by J. E. Smith. — Editio altera, aucta et emandata Studio & Cura Jacobi Eduardi Smith. — Londini : B. White et filiorum (typis J. Davis), 1792. — Februarius. — l, 390, [16], [24] s., 12 s. fig.[9]

В 1905—1913 годах в Швеции было издано пятитомное (в шести книгах) собрание сочинений Карла Линнея в переводе на шведский язык. Flora Lapponica была опубликована в первом томе этого издания в переводе, выполненном известным лихенологом и биографом Линнея Теодором Магнусом Фрисом:
- Skrifter af Carl von Linné : Utgifna af Kungl. svenska vetenskapsakademien :  [швед.] / Öfversatt till Svenska språket af Th. M. Fries. — Upsala : Almqvist & Wiksells boktryckeri-a.-b., 1905. — Vol. 1. Lappsk flora (Flora Lapponica). — 381 s., 12 s. fig.[9]

В 1977 году в Стокгольме издательством Rediviva было опубликовано факсимиле первого издания книги:
- Flora Lapponica: Exhibens plantas per Lapponiam crescentes :  [лат.]. — Stockholm : Rediviva AB, 1977. — [37], 372, [38] s., 12 s. fig. — (Suecica rediviva, 68). — ISBN 9171200932.[15]